# Oxie station
Oxie station är en järnvägsstation på Malmö–Ystads Järnväg, ursprungligen mellan Hindby station och Skabersjö station. Stationen ligger på Oxievång i Oxie, sydost om Malmö. 
Stationen slopades på 1970-talet, persontrafiken upphörde 1972 och stationen avbemannades 1979. Den ersattes av en enkelspårig hållplats, med persontrafik igen från 1996 då banan elektriserades och sedan dess trafikeras banan av Pågatågen mellan Malmö och Ystad–Simrishamn.